# NGC 1094
NGC 1094 est une galaxie spirale située dans la constellation de la Baleine. NGC 1094 a été découverte par l'astronome germano-britannique William Herschel en 1785.

## Caractéristiques
Sa vitesse par rapport au fond diffus cosmologique est de 6 207 ± 15 km/s, ce qui correspond à une distance de Hubble de 91,5 ± 6,4 Mpc (∼298 millions d'al).
À ce jour, six mesures non basées sur le décalage vers le rouge (redshift) donnent une distance de 67,050 ± 12,003 Mpc (∼219 millions d'al), ce qui est à l'extérieur des valeurs de la distance de Hubble. Notons cependant que c'est avec la valeur moyenne des mesures indépendantes, lorsqu'elles existent, que la base de données NASA/IPAC calcule le diamètre d'une galaxie et qu'en conséquence le diamètre de NGC 1094 pourrait être d'environ 45,3 kpc (∼148 000 al) si on utilisait la distance de Hubble pour le calculer.
On ne voit aucunement un début de barre sur l'image du relevé SDSS. Le classement de spirale intermédiaire ou de spirale barrée ne semble pas convenir.
La classe de luminosité de NGC 1094 est I-II et elle présente une large raie HI. Selon la base de données Simbad, NGC 1094 est une galaxie LINER, c'est-à-dire une galaxie dont le noyau présente un spectre d'émission caractérisé par de larges raies d'atomes faiblement ionisés.

## Paire de galaxies
Les galaxies NGC 1094 et IC 1856 sont dans la même région du ciel et selon l'étude réalisée par Abraham Mahtessian, elles forment une paire de galaxies.